# (2629) Rudra
(2629) Rudra est un astéroïde de la ceinture principale aréocroiseur.

## Description
(2629) Rudra est un astéroïde aréocroiseur. Il présente une orbite caractérisée par un demi-grand axe de 1,74 UA, une excentricité de 0,23 et une inclinaison de 23,4° par rapport à l'écliptique.

## Compléments